# Kamienica Gdańska 75 w Bydgoszczy
Kamienica Gdańska 75 w Bydgoszczy – zabytkowa kamienica w Bydgoszczy.

## Położenie
Budynek stoi w zachodniej pierzei ul. Gdańskiej, między  ul. Cieszkowskiego a Świętojańską.

## Historia
Kamienicę wzniesiono w 1883. W 1910 rzeźnik Władysław Niezgodzki urządził w parterze dwa sklepy. W II dekadzie XXI wieku wykonano remont elewacji budynku, a w 2017 przeprowadzono remont konserwatorski bramy wejściowej.

## Architektura
Budynek wzniesiono w stylu eklektycznym, z zastosowaniem form neoklasycystycznych. Elewację dzielą smukłe pilastry, okna zamykają trójkątne naczółki wsparte na konsolkach. Część środkową wieńczy trójkątny fronton ozdobiony plastyczną główką Hermesa – greckiego boga handlu i przedsiębiorczości, a także podróżujących i złodziei.